# Ad-Dair al-Muharraq

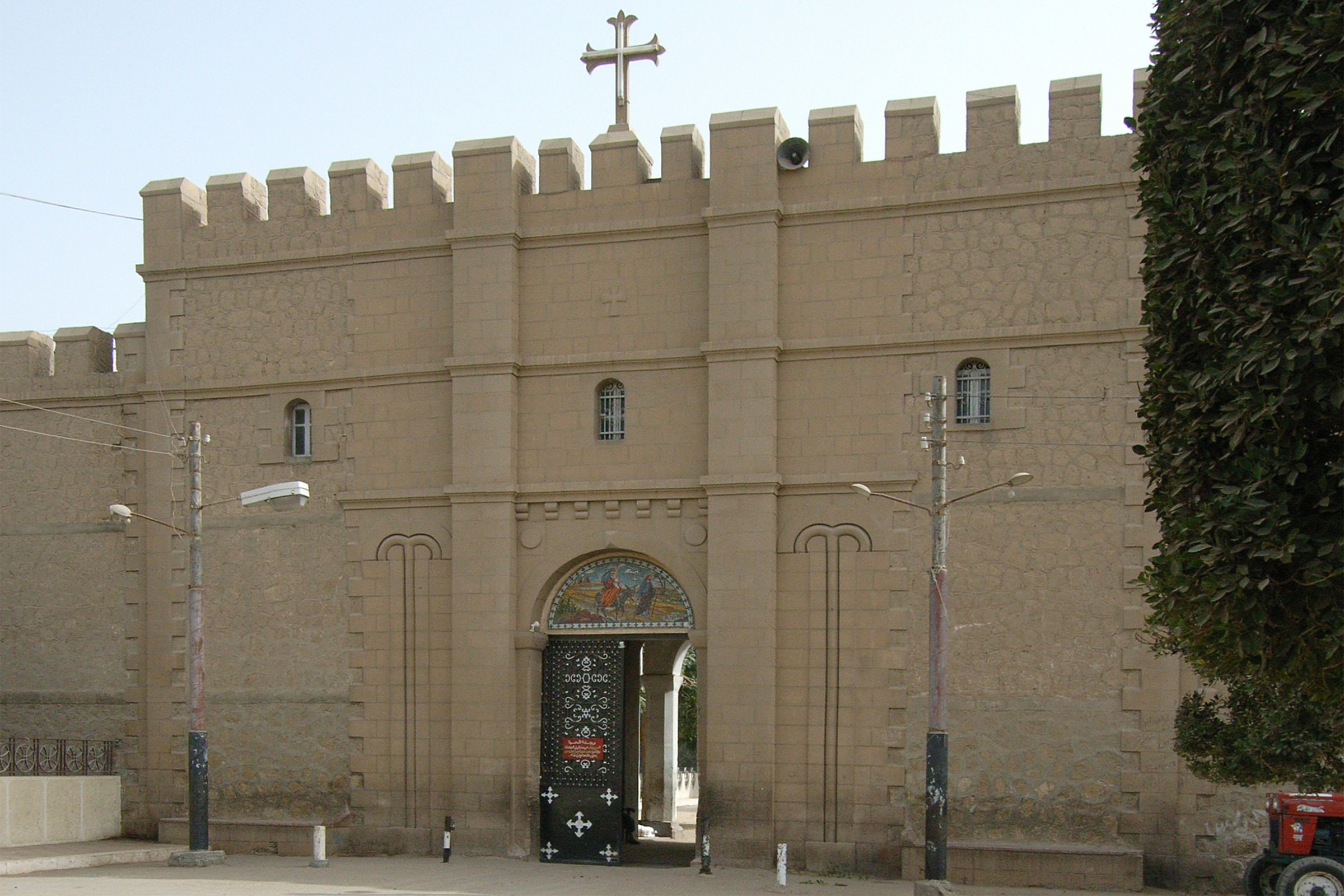
Tor des Klosters Deir el-Muharraq

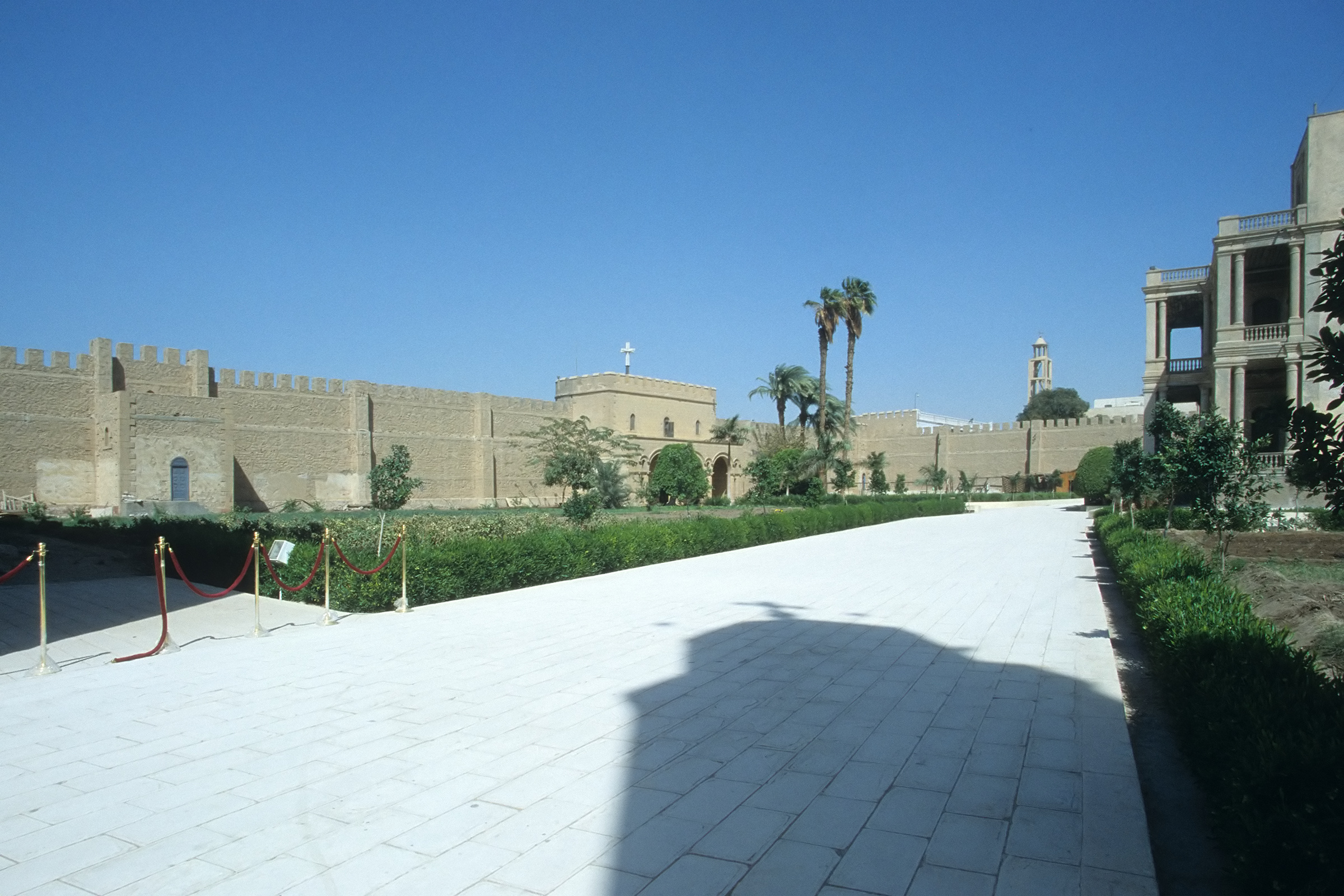
Hof des Klosters Deir el-Muharraq

Ad-Dair al-Muharraq (arabisch الدير المحرق, DMG ad-Dair al-Muḥarraq) ist ein koptisch-orthodoxes Kloster in Ägypten. Der Name bedeutet „das verbrannte Kloster“, weil es in seiner Geschichte mehrfach in Brand gesetzt worden ist. Zuletzt kam es im August 2013 zu einem Brandanschlag von Muslimbrüdern. Dabei wurden auch historische Dokumente und jahrhundertealte Schriften zerstört.
Der Komplex liegt am Nil südlich des Ortes al-Qusair im Gouvernement Asyut und ist damit eines der wenigen koptischen Klöster, das nicht in der Wüste liegt.
In der Anlage stehen drei Kirchen:
- Alte Kirche der Heiligen Jungfrau Maria (erbaut im 12. Jahrhundert)[3]
- Neue Kirche der Heiligen Jungfrau Maria, bekannt als St.-Georgs-Kirche (erbaut 1878–1880)[4]
- Jüngste Kirche der Heiligen Jungfrau  Maria (erbaut 1940–1964)[5]